# 倉吉弁

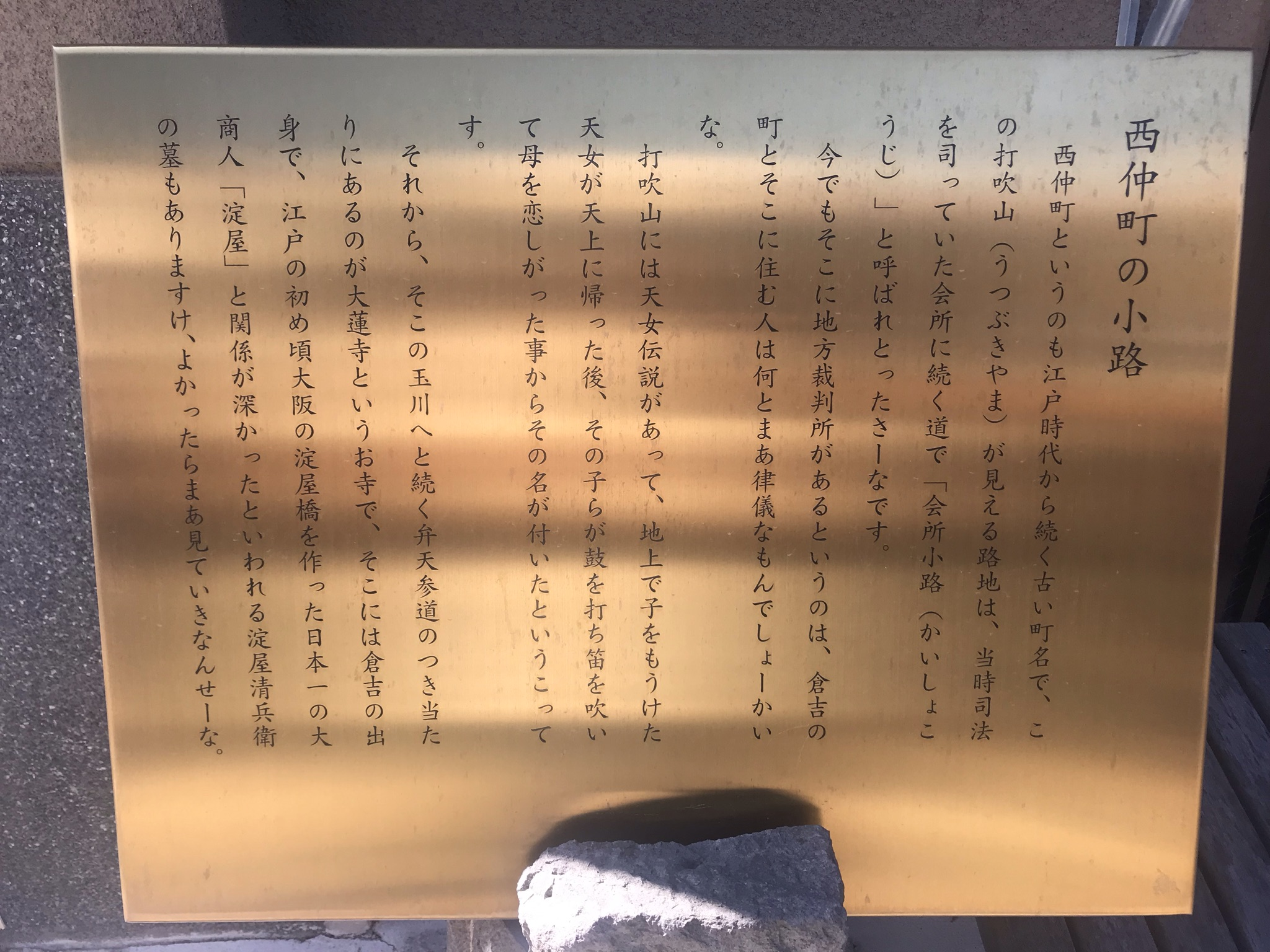
倉吉弁を使った案内看板。倉吉市西仲町にて2018年に撮影。

倉吉弁（くらよしべん）は、鳥取県中部の伯耆地方東部（倉吉市・東伯郡）で話される日本語の方言である。中国方言の東山陰方言に属する。米子市など伯耆西部は雲伯方言だが、伯耆東部には雲伯方言的な発音の特徴がほとんどなく、因幡地方の因州弁に近い。

## 発音
アクセントは東京式アクセントであり、そのうち中輪東京式に分類される。「かぜが」「おとこが」のように、一文節内で高く発音される部分は一音節のみになる傾向が強い。さらに、旧泊村などでは、「かぜが」「おとこが」のように、第一音節も高くなる重起伏調が聞かれる。
「高い」を「たきゃあ」、「長い」を「なぎゃあ」のように、連母音[ai]は融合して[jaa]になる。
母音の発音は共通語に近く、西隣の雲伯方言のような中舌母音は聞かれない。

## 文法
山陰共通の特徴として、西日本にありながら断定の助動詞は「だ」を用い、ワ行五段動詞は「貰った」のように促音便を用いる。ただし二拍語では、「かあた」（買った）、「ああた」（会った）、「はあた」（這った）のような形がある。
打ち消しには「書かん」のように「-ん」を用い、過去打ち消し（～なかった）には、「書かだった」のような「-だった」または「書かなんだ」のような「-なんだ」を用いる（戦後生まれは「-なんだ」が優勢）。進行と完了のアスペクトの区別があり、進行には「降りょーる」、過去進行には「降りょーった」、完了には「降っとる」のように言う。意志を表すには、五段活用の動詞では「書かあ・書かい」、一段活用の動詞では「みよー・みょー・みょい・みゅー・みゅーい」（見よう）のような形を用いる。推量には、「降るだらあ」のように「-だらあ」が用いられる。伝聞・様態には「降りさあな」のように「-さあな」を用い、また「-げな」も用いる。比況的推量では「書くや（あ）な」や「本みちゃあな」のように言う。また尊敬の助動詞に「なはる」「なる」などがある。質問には「晴れとるかえ？・晴れとるだかいや？・晴れとるかあ？」のように、「-かえ？、-だかいや？、-かあ？」を用いる。ただし「-だかいや？」については目上の人（歳上、上司など）が質問する場合に用いられることが多い。そして、理由を表す接続助詞には「けえ」を用いる。